# Eleccions federals suïsses de 2007
Les eleccions federals suïsses de 2007 se celebraren el 21 d'octubre de 2007 per a renovar els 200 membres del Consell Nacional de Suïssa i els 46 membres del Consell dels Estats de Suïssa que escolliran els 21 membres del Consell Federal de Suïssa. El partit més votat fou el Partit Popular Suís.

## Resultats electorals

### Consell Nacional de Suïssa
Resultat de les eleccions al Consell Nacional de Suïssa de 21 d'octubre de 2007
| Partits                                            | Partits                              | Abbr.       | Vots    | %    | +/–  | Escons | +/– |
| -------------------------------------------------- | ------------------------------------ | ----------- | ------- | ---- | ---- | ------ | --- |
|                                                    | Partit Popular Suís                  | SVP/UDC     | 672,562 | 28.9 | +2.2 | 62     | +7  |
|                                                    | Partit Socialdemòcrata de Suïssa     | SPS/PSS     | 451,916 | 19.5 | –3.8 | 43     | –9  |
|                                                    | Partit Radical Democràtic de Suïssa  | FDP/PLR     | 364,736 | 15.8 | –1.3 | 31     | –5  |
|                                                    | Partit Popular Democristià de Suïssa | CVP/PDC     | 335,623 | 14.5 | +0.1 | 31     | +3  |
|                                                    | Partit Verd de Suïssa                | GPS/PES     | 222,206 | 9.6  | +2.2 | 20     | +7  |
|                                                    | Partit Liberal de Suïssa             | LPS/PLS     | 41,682  | 1.9  | –0.3 | 4      | ±0  |
|                                                    | Partit Liberal Verd de Suïssa        | GLP/PVL     | 33,104  | 1.4  | +1.4 | 3      | +3  |
|                                                    | Partit Evangèlic Suís                | EVP/PEV     | 56,748  | 2.4  | +0.1 | 2      | –1  |
|                                                    | Unió Democràtica Federal             | EDU/UDF     | 29,914  | 1.3  | ±0.0 | 1      | –1  |
|                                                    | Partit del Treball                   | PdA/PST-POP | 17,218  | 0.7  | ±0.0 | 1      | –1  |
|                                                    | Lliga de Ticino                      | LdT         | 13,031  | 0.6  | +0.2 | 1      | ±0  |
|                                                    | Partit Socialcristià                 | CSP/PCS     | 9,984   | 0.4  | ±0.0 | 1      | ±0  |
|                                                    | Demòcrates Suïssos                   | SD/DS       | 12,609  | 0.5  | –0.5 | —      | –1  |
|                                                    | solidaritéS                          | Sol         | 8,669   | 0.4  | –0.1 | —      | –1  |
|                                                    | Llista Alternativa                   | AL          | 4,582   | 0.2  | –0.3 | —      | ±0  |
|                                                    | Altres                               |             | 43,327  | 1.8  | +0.2 | —      | ±0  |
| Total (participació 48,9%)                         | Total (participació 48,9%)           |             |         |      |      | 200    |     |
| Font: http://www.politik-stat.ch/nrw2007CH_de.html |                                      |             |         |      |      |        |     |

### Consell dels Estats
Resultat de les eleccions al Consell dels Estats de Suïssa de 21 d'octubre, 11 de novembre, 18 de novembre i 25 de novembre de 2007 
| Partits                                            | Partits                                        | 2003 | Escons | ±  |
| -------------------------------------------------- | ---------------------------------------------- | ---- | ------ | -- |
|                                                    | Partit Popular Democristià de Suïssa (CVP/PDC) | 15   | 15     | ±0 |
|                                                    | Partit Radical Democràtic de Suïssa (FDP/PRD)  | 14   | 12     | –2 |
|                                                    | Partit Socialdemòcrata de Suïssa (SPS/PSS)     | 9    | 9      | ±0 |
|                                                    | Partit Popular Suís (SVP/UDC)                  | 8    | 7      | –1 |
|                                                    | Partit Verd de Suïssa (GPS/PES)                | 0    | 2      | +2 |
|                                                    | Partit Liberal Verd de Suïssa (GLP/VL)         | 0    | 1      | +1 |
| Total                                              | Total                                          | 46   | 46     |    |
| Font: http://www.politik-stat.ch/srw2007CH_de.html |                                                |      |        |    |

### Membres del Consell dels Estats de 2007
| Cantó        | Escó 1                               | Escó 2                               |
| ------------ | ------------------------------------ | ------------------------------------ |
| Zuric        | Felix Gutzwiller, FDP                | Verena Diener, GLP                   |
| Berna        | Simonetta Sommaruga, SP (reelegit)   | Werner Luginbühl, SVP                |
| Lucerna      | Helen Leumann-Würsch, FDP (reelegit) | Konrad Graber, CVP                   |
| Uri          | Hansruedi Stadler, CVP (reelegit)    | Hansheiri Inderkum, CVP (reelegit)   |
| Schwyz       | Alex Kuprecht, SVP (reelegit)        | Bruno Frick, CVP (reelegit)          |
| Unterwalden  | OW: Hans Hess, FDP (reelegit)        | NW: Paul Niederberger, CVP           |
| Glarus       | Franz Schiesser, FDP (reelegit)      | This Jenny, SVP (reelegit)           |
| Zug          | Peter Bieri, CVP (reelegit)          | Rolf Schweiger, FDP (reelegit)       |
| Friburg      | Urs Schwaller, CVP/PDC (reelegit)    | Alain Berset, SPS/PSS (reelegit)     |
| Solothurn    | Rolf Büttiker, FDP (reelegit)        | Ernst Leuenberger, SP (reelegit)     |
| Basilea      | BS: Anita Fetz, SP (reelegit)        | BL: Claude Janiak, SP                |
| Schaffhausen | Peter Briner, FDP (reelegit)         | Hannes Germann, SVP (reelegit)       |
| Appenzell    | AI: Ivo Bischofberger, CVP           | AR: Hans Altherr, FDP (reelegit)     |
| St. Gallen   | Erika Forster, FDP (reelegit)        | Eugen David, CVP (reelegit)          |
| Graubünden   | Christoffel Brändli, SVP (reelegit)  | Theo Maissen, CVP (reelegit)         |
| Aargau       | Christine Egerszegi, FDP             | Maximilian Reimann, SVP (reelegit)   |
| Thurgau      | Philipp Stähelin, CVP (reelegit)     | Hermann Bürgi, SVP (reelegit)        |
| Ticino       | Dick Marty, FDP/PRD (reelegit)       | Filippo Lombardi, CVP/PDC (reelegit) |
| Vaud         | Géraldine Savary, SPS/PSS            | Luc Recordon, GPS                    |
| Valais       | Jean-René Fournier, CVP/PDC          | René Imoberdorf, CVP/PDC             |
| Neuchâtel    | Didier Burkhalter, FDP/PRD           | Gisèle Ory, SPS/PSS (reelegit)       |
| Ginebra      | Liliane Maury Pasquier, SPS/PSS      | Robert Cramer, GPS                   |
| Jura         | Claude Hêche, SPS/PSS                | Anne Seydoux-Christe, CVP/PDC        |